# Festival Âncora
O Festival Âncora foi um festival de música que decorria anualmente em Benavente, Portugal. Essencialmente de rock e heavy metal, embora bandas de reggae e hip hop e de vários outros tipos de música tenham já sido convidadas, sempre com bandas do panorama musical português. O Festival Âncora sempre se realizou na zona ribeirinha da vila, no seu centro histórico, embora a edição de 2009 tenha decorrido num recinto fechado segundo um comunicado da Associação.

## Historial

### Encontro de Bandas
O Encontro de Bandas estreou em 2000 e teve 4 edições:
- Ano 2000:

Nine Fingers Left, Skazoomba e Slot Machine.
- Ano 2001:

Mind Effects e Watxout.
- Ano 2002:

Soldout e 20pás8.
- Ano 2005:

S!INK, SpitOut, Tragic Comic e Painstruck.

### Festival Âncora
- 1ª Edição 2006

Arsha, MindFeeder, Tragic Comic, Hyubris, DJ Gury, DJ Kadório & Mr. Bu.
- 2ª Edição 2007

D' Wish & Bibito, Positive Respect, Witchbreed, R12, Hills Have Eyes, Attick Demons, Adega 13, New Sketch.
- 3ª Edição 2008

Bardoada, sELF mADE mEN, Aykien, Enchantya, Solid Academy Band, BedNoise,
Morbidick, Gwydion.
- 4ª Edição 2009

Dawnride, Replica, Undertone, NS Perfect, In Motion, Cryptor Morbious Family.